# کربانیون

کربانیون

کربانیون یون کربنی است که در آن جفت الکترون‌هایی که به اشتراک گذاشته نشده‌اند دیده می‌شود و یون بار منفی دارد. معمولاً در مجموع هشت الکترون ظرفیت در آن دیده می‌شود. هندسهٔ ساختار کربانیون یک هرم سه بُعدی است. اصولاً کربانیون، باز مزدوج اسید کربن دانسته می‌شود.
R۳C-H + B− → R۳C− + H-B
در رابطهٔ بالا B یک قلیا (باز) است. کربانیون یکی از چندین واکنشگرهای واسطه در شیمی آلی است.

## اسیدهای کربن
هر مولکولی که در آن C-H وجود داشته باشد با از دست دادن یک پروتون می‌تواند کربانیون بسازد در نتیجه هر هیدروکربنی که در آن پیوند C-H وجود دارد می‌تواند یک اسید با مقدار pKa مشخص دانسته شود. متان با مفهوم شناخته شده اش قطعاً یک اسید نیست اما مقدار pKa برآورد شده برای آن ۵۶ است. این رقم را می‌توان با استیک اسید با pKa برابر با ۴٫۷۶ مقایسه کرد. همان فاکتورهایی که پایداری را در کربانیون تعیین می‌کند در pKa اسیدهای کربن هم مؤثر است. این مقدارها را می‌توان برای مقایسهٔ ترکیبات آبی با اسیدهای معمولی هم بدست آورد مانند دی‌متیل سولفواکسید که بیشتر اسید کربن و آنیون اش حل شدنی است یا در حالت گازی موجود است.
| نام                                                                                               | ساختار شیمیایی | هندسهٔ ساتار | pKa   |
| ------------------------------------------------------------------------------------------------- | -------------- | ----------- | ----- |
| متان                                                                                              | CH4            |             | ~ ۵۶  |
| ان-بوتیل‌لیتیم                                                                                     | C4H9Li         |             | ~ ۵۰  |
| اتان                                                                                              | C2H6           |             | ~ ۵۰  |
| آنیسول                                                                                            | C7H8O          |             | ~ ۴۹  |
| سیکلوپنتان                                                                                        | C5H10          |             | ~ ۴۵  |
| پروپیلن                                                                                           | C3H6           |             | ~ ۴۴  |
| بنزن                                                                                              | C6H6           |             | ~ ۴۳  |
| تولوئن                                                                                            | C6H5CH3        |             | ~ ۴۳  |
| دی‌متیل سولفواکسید                                                                                 | (CH3)2SO       |             | ۳۵٫۵  |
| دی‌فنیل‌متان                                                                                        | C13H12         |             | ۳۲٫۳  |
| آنیلین                                                                                            | C6H5NH2        |             | ۳۰٫۶  |
| تری‌فنیل‌متان                                                                                       | C19H16         |             | ۳۰٫۶  |
| زانتن                                                                                             | C13H10O        |             | ۳۰    |
| اتانول                                                                                            | C2H5OH         |             | ۲۹٫۸  |
| فنیل‌استیلن                                                                                        | C8H6           |             | ۲۸٫۸  |
| تیوزانتن                                                                                          | C13H10S        |             | ۲۸٫۶  |
| استون                                                                                             | C3H6O          |             | ۲۶٫۵  |
| استیلن                                                                                            | C2H2           |             | ۲۵    |
| Benzoxazole                                                                                       | C7H5NO         |             | ۲۴٫۴  |
| فلوئورن                                                                                           | C13H10         |             | ۲۲٫۶  |
| ایندن                                                                                             | C9H8           |             | ۲۰٫۱  |
| سیکلوپنتادین                                                                                      | C5H6           |             | ۱۸    |
| مالونونیتریل                                                                                      | C3H2N2         |             | ۱۱٫۲  |
| هیدروژن سیانید                                                                                    | HCN            |             | ۹٫۲   |
| استیل استوناتو(acac)                                                                              | C5H8O2         |             | ۸٫۹۵  |
| دیمدون                                                                                            | C8H12O2        |             | ۵٫۲۳  |
| اسید ملدرام                                                                                       | C6H8O4         |             | ۴٫۹۷  |
| استیک اسید                                                                                        | CH3COOH        |             | ۴٫۷۶  |
| باربیتوریک اسید                                                                                   | C4H2O3(NH)2    |             | ۴٫۰۱  |
| تری‌نیترومتان                                                                                      | HC(NO2)3       |             | ۰٫۱۷  |
| فولمینیک اسید                                                                                     | HCNO           |             | -۱٫۰۷ |
| کربوران اسید                                                                                      | HCHB11Cl11     |             | -۹    |
| Table 1. Carbon acid acidities in ثابت تفکیک اسیدی in دی‌متیل سولفواکسید. Reference acids in bold. |                |             |       |

در این جدول، با شروع از متان، خاصیت اسیدی هنگامی افزایش می‌یابد که:
- آنیون آروماتیک است یا به خاطر اینکه الکترون افزوده شده باعث آروماتیک شدن آنیون شود (مانند ایندن و سیکلوپنتادین) یا به خاطر اینکه بار منفی روی کربن می‌تواند روی حلقه‌هایی که خود آروماتیک اند جابجا شود (مانند تری فنیل متان یا کربوران سوپر اسید)
- کربن با گروه‌های با الکترون دوستی بالا احاطه شده باشد (مانند مالونونیتریل)
- کربن بی واسطه در کنار یک گروه کربونیل باشد. پروتون آلفای گروه کربونیل اسیدی اند چون بار منفی انول می‌تواند به صورت جزئی روی اتم اکسیژن توزیع شود. اسید ملدرام و باربیتوریک اسید که به صورت تاریخی آن‌ها را اسید می‌خواندند در واقع به ترتیب یک لاکتون و لاکتام اند اما پروتون‌های اسید کربن شان آن‌ها را اسید می‌کند. اسیدی بودن ترکیبات کربونیل یک نیروی مهم در بسیاری از واکنش‌های آلی مانند واکنش آلدول است.